# Engelbert Humperdinck (zanger)

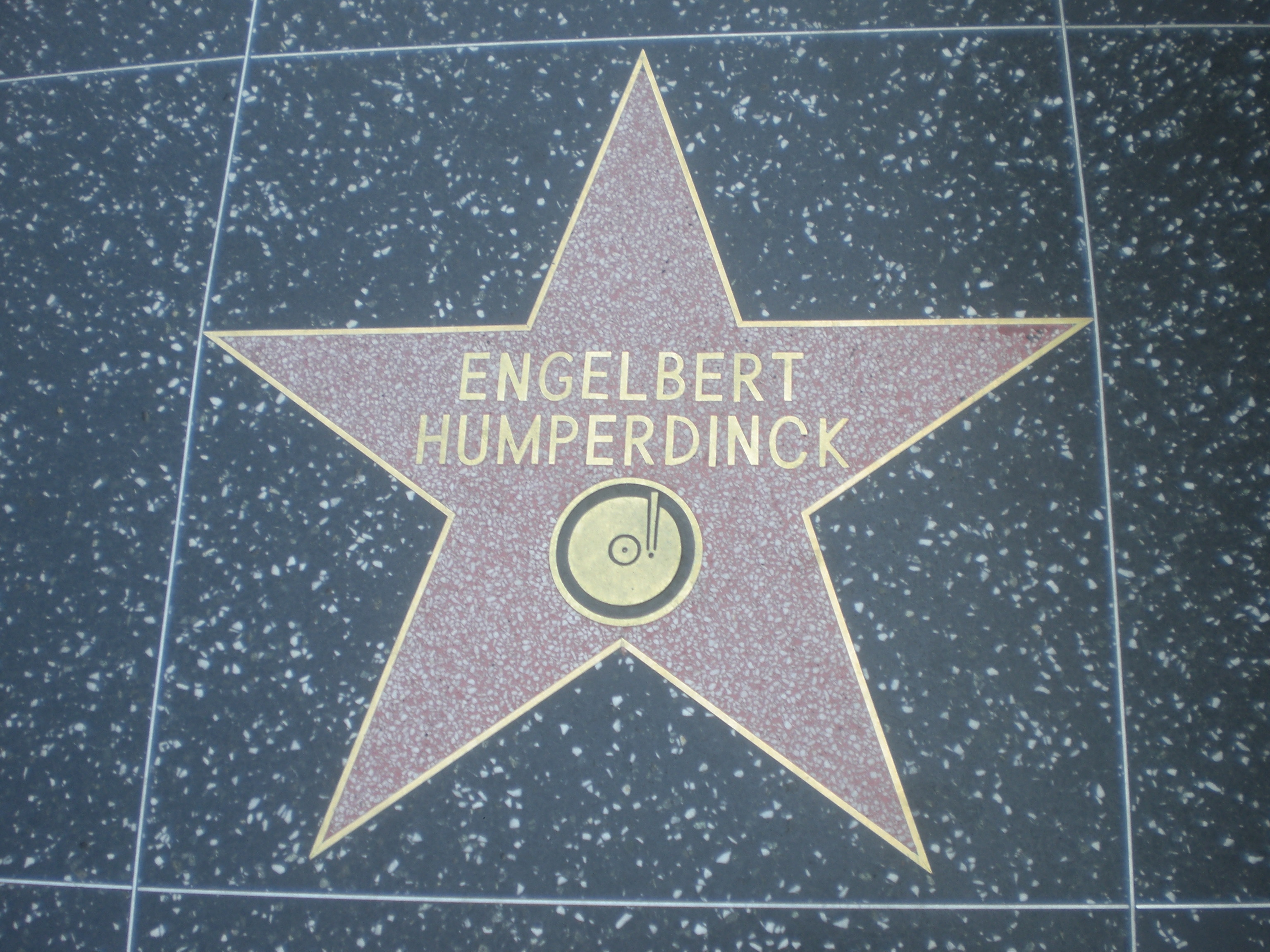
Ster op de Hollywood Walk of Fame

Engelbert Humperdinck, artiestennaam van Arnold George Dorsey (Madras, India, 2 mei 1936), is een Brits popzanger in het easy listening-genre.

## Carrière
Arnold Dorsey werd in India geboren. De familie van zijn vader, onderofficier in de British Army, was afkomstig uit Wales, zijn moeders familie was volgens Dorsey afkomstig uit Duitsland. Het gezin, inclusief negen broers en zusters, verhuisde in 1946 naar Leicester in Engeland. Hij werd omstreeks 1955 saxofonist in nachtclubs en later zanger. Hij trad tien jaar op onder de naam Gerry Dorsey, maar om zijn succes te vergroten nam hij op zeker moment de opvallender naam Engelbert Humperdinck aan, ontleend aan de Duitse componist van de populaire opera Hänsel und Gretel. Dat kwam hem op een proces te staan, aangespannen door diens erfgenamen. Er is geen familieverwantschap tussen Dorsey en Humperdinck, noch enige andere connectie.
In 1966, nog voor zijn grote succesperiode, nam hij namens het Verenigd Koninkrijk deel aan het Songfestival van Knokke. Volgens hemzelf was België de wieg van zijn succes. Hij trad er regelmatig op, vooral in Knokke en Mechelen. Hij scoorde in Vlaanderen zes nummer 1-hits waarmee hij in totaal 32 weken op de hoogste positie stond. In maart 1968 was er een cover door Engelbert Humperdinck van Quando quando quando, dat origineel in februari 1962 uitgebracht was geworden door Tony Renis, Emilio Pericoli en Pat Boone. De eerste cover uit maart 1968 staat onder meer op de albums "Top Star Festival" uit 1971, Engelbert Humperdinck His greatest Hits 31 Track Double Album (1967, 1968, 1969), Engelbert Humperdinck Wereldsuccessen (Zijn 30 grootste successen, 1967, 1968, 1969), en Engelbert Humperdinck His Greatest Hits (1967, 1968, 1969, 1970, 1971). Voorts is er nog een tweede cover, een gereviseerde dance-versie van Humperdinck uit 1999.
In 1997 bracht Humperdinck, in samenwerking met onder anderen Peter Koelewijn, het album A little in love uit, dat bestaat uit 13 Engelstalige covers van oorspronkelijk Nederlandstalige nummers. Begin juni 2007 stond hij in Nederland samen met de Toppers en de dansers Remco Bastiaansen en Charissa van Dipte zes keer in de Amsterdam ArenA.
In mei 2012 was Humperdinck de Britse vertegenwoordiger bij het Eurovisiesongfestival 2012 met het nummer Love Will Set You Free, geschreven door Martin Terefe en Sacha Skarbek. Hij eindigde op de 25ste en voorlaatste plaats.
Engelbert Humperdinck verkocht wereldwijd 150 miljoen platen en kreeg daarvoor 72 gouden en 23 platina platen.
Na 56 jaar huwelijk overleed zijn vrouw Patricia Healey op 85-jarige leeftijd in februari 2021.

## Discografie

### Albums
| Album met eventuele hitnotering(en) in de Nederlandse Album Top 100 | Datum van verschijnen | Datum van binnenkomst | Hoogste positie | Aantal weken | Opmerkingen                              |
| ------------------------------------------------------------------- | --------------------- | --------------------- | --------------- | ------------ | ---------------------------------------- |
| The wonderful world of Engelbert Humperdinck                        | 1983                  | -                     |                 |              | Verzamelalbum / nr. 5 in de TV LP Top 10 |
| The best of Engelbert Humperdinck                                   | 1987                  | 14-01-1987            | 2               | 27           | Verzamelalbum                            |
| Remember I love you                                                 | 1987                  | 14-11-1987            | 24              | 14           |                                          |
| Natural love                                                        | 1988                  | 05-11-1988            | 28              | 18           |                                          |
| Step into my life                                                   | 1989                  | 23-12-1989            | 79              | 4            |                                          |
| Hello ou there                                                      | 1992                  | 10-10-1992            | 90              | 3            |                                          |
| Golden hits of Engelbert Humperdinck & Tom Jones                    | 1993                  | 27-03-1993            | 6               | 20           | met Tom Jones / Verzamelalbum            |
| A little in love                                                    | 1997                  | 29-11-1997            | 31              | 12           |                                          |
| The dance album                                                     | 1999                  | 13-02-1999            | 56              | 4            |                                          |
| Engelbert Humperdinck at his very best                              | 2000                  | 08-07-2000            | 27              | 11           | Verzamelalbum                            |
| Top 100                                                             | 2009                  | 16-05-2009            | 84              | 3            | Verzamelalbum                            |

| Album met hitnotering(en) in de Vlaamse Ultratop 200 albums | Datum van verschijnen | Datum van binnenkomst | Hoogste positie | Aantal weken | Opmerkingen                          |
| ----------------------------------------------------------- | --------------------- | --------------------- | --------------- | ------------ | ------------------------------------ |
| A little in love                                            | 1997                  | 27-12-1997            | 28              | 5            |                                      |
| Back to back                                                | 28-08-2009            | 12-09-2009            | 4               | 32           | met Tom Jones / Verzamelalbum / Goud |
| 100 hits                                                    | 2012                  | 17-11-2012            | 10              | 20           |                                      |
| Engelbert calling                                           | 2014                  | 04-04-2014            | 73              | 7            |                                      |
| 50                                                          | 2017                  | 27-05-2017            | 76              | 2*           |                                      |

### Singles
| Single met eventuele hitnotering(en) in de Nederlandse Top 40 | Datum van verschijnen | Datum van binnenkomst | Hoogste positie | Aantal weken | Opmerkingen                               |
| ------------------------------------------------------------- | --------------------- | --------------------- | --------------- | ------------ | ----------------------------------------- |
| Release me                                                    | 1967                  | 11-02-1967            | 2               | 16           |                                           |
| There goes my everything                                      | 1967                  | 10-06-1967            | 20              | 7            |                                           |
| The last waltz                                                | 1967                  | 09-09-1967            | 6               | 12           |                                           |
| Am I that easy to forget                                      | 1968                  | 20-01-1968            | 23              | 5            |                                           |
| A man without love                                            | 1968                  | 11-05-1968            | 6               | 12           |                                           |
| Les bicyclettes de Belsize                                    | 1968                  | 12-10-1968            | 16              | 7            |                                           |
| The way it used to be                                         | 1969                  | 01-03-1969            | 21              | 5            |                                           |
| I'm a better man (For having loved you)                       | 1969                  | 16-08-1969            | tip             | -            |                                           |
| Winter world of love                                          | 1969                  | 27-12-1969            | 12              | 6            | Nr. 14 in de Single Top 100 / Alarmschijf |
| My Marie                                                      | 1970                  | 06-06-1970            | tip             | -            |                                           |
| When there's no you                                           | 1971                  | 17-04-1971            | tip21           | -            |                                           |
| The Spanish night is over                                     | 1986                  | 04-10-1986            | 35              | 3            | Nr. 28 in de Single Top 100               |
| Release me                                                    | 1987                  | -                     |                 |              | Nr. 50 in de Single Top 100               |
| On the wings of a silver bird                                 | 1987                  | 31-10-1987            | tip2            | -            | Nr. 48 in de Single Top 100               |
| Radio dancing                                                 | 1989                  | -                     |                 |              | Nr. 79 in de Single Top 100               |
| A little in love                                              | 1997                  | 27-12-1997            | tip21           | -            | Nr. 97 in de Single Top 100               |

| Single met hitnotering(en) in de Vlaamse Ultratop 50 | Datum van verschijnen | Datum van binnenkomst | Hoogste positie | Aantal weken | Opmerkingen                 |
| ---------------------------------------------------- | --------------------- | --------------------- | --------------- | ------------ | --------------------------- |
| Dommage dommage                                      | 1966                  | 05-11-1966            | 1(2wk)          | 18           |                             |
| Release me                                           | 1967                  | 11-02-1967            | 1(7wk)          | 22           |                             |
| There goes my everything                             | 1967                  | 17-06-1967            | 2(2wk)          | 14           |                             |
| The last waltz                                       | 1967                  | 23-09-1967            | 1(5wk)          | 16           |                             |
| Am I that easy to forget                             | 1968                  | 27-01-1968            | 1(2wk)          | 11           |                             |
| A man without love                                   | 1968                  | 04-05-1968            | 1(7wk)          | 21           |                             |
| Les bicyclettes de Belsize                           | 1968                  | 05-10-1968            | 2(3wk)          | 12           |                             |
| The way it used to be                                | 1969                  | 08-02-1969            | 1(5wk)          | 13           |                             |
| Am I a better man                                    | 1969                  | 30-08-1969            | 8               | 6            |                             |
| Winter world of love                                 | 1969                  | 12-12-1969            | 4               | 11           |                             |
| Our song                                             | 1970                  | 27-06-1970            | 4               | 9            | Nr. 7 in de Radio 2 Top 30  |
| Sweetheart                                           | 1970                  | 03-10-1970            | 2               | 9            | Nr. 3 in de Radio 2 Top 30  |
| Santa Lija                                           | 1971                  | 13-03-1971            | 23              | 4            | Nr. 30 in de Radio 2 Top 30 |
| Another place, another time                          | 1971                  | 09-10-1971            | 20              | 4            | Nr. 27 in de Radio 2 Top 30 |
| In time                                              | 1972                  | 09-09-1972            | 30              | 1            | Nr. 27 in de Radio 2 Top 30 |
| The Spanish night is over                            | 1986                  | 09-08-1986            | 14              | 13           | Nr. 13 in de Radio 2 Top 30 |
| Love will set you free                               | 2012                  | 02-06-2012            | tip72           | -            | Eurovisiesongfestival 2012  |
| Since I lost my baby                                 | 2014                  | 04-04-2014            | tip49           | -            | met Cliff Richard           |

### NPO Radio 2 Top 2000
| Nummers met noteringen in de NPO Radio 2 Top 2000 | '99  | '00 | '01  | '02  | '03  | '04  | '05  | '06  | '07  | '08  | '09 | '10  |
| ------------------------------------------------- | ---- | --- | ---- | ---- | ---- | ---- | ---- | ---- | ---- | ---- | --- | ---- |
| A Man Without Love                                | 1899 | -   | -    | -    | -    | -    | -    | -    | -    | -    | -   | -    |
| Release Me and Let Me Love Again                  | 1054 | -   | 1212 | 1988 | 1653 | 1424 | 1475 | 1316 | 1298 | 1398 | -   | 1891 |
| There goes my everything                          | 1962 | -   | -    | -    | -    | -    | -    | -    | -    | -    | -   | -    |

1. ↑  Een '-' betekent dat het nummer niet was genoteerd en een vetgedrukt getal geeft de hoogste notering van een nummer aan.
2. ↑  Deze tabel is bijgewerkt tot en met de laatste editie (2024).

## Overige singles
- Misty blue
- After the lovin'
- Quando quando (begin 1968)
- Lesbian seagull (van de soundtrack van Beavis and Butt-Head Do America)
- Spanish eyes